# Jüdischer Friedhof (Schrapfendorf)
Der Jüdische Friedhof bei Schrapfendorf war ein mittelalterlicher jüdischer Friedhof beim Treffurter Stadtteil Schnellmannshausen im Wartburgkreis in Thüringen.
Der Schrapfendorfer Friedhof ist in den historischen Flurkarten der Gemeinde noch als „Judengottesacker“ verzeichnet. Von den Gräbern blieb nichts erhalten. Der Friedhof selbst liegt auf einer leicht geneigten Wiese am nördlichen Waldrand, dicht über einem Bachlauf.

## Geschichte
Das heutige Vierseithof Schrapfendorf liegt an der Bundesstraße 250. Der Name erinnert an eine mittelalterliche Dorfsiedlung am Eingang des Märtales (auch Mertelstal genannt). Diese Wüstung Schrapfendorf liegt vom Hof nur etwa 400 Meter entfernt zwischen Schnellmannshausen und dessen Ortsteil Volteroda sowie 400 Meter südwestlich der ebenfalls wüst gewordenen Siedlung „Hilvershausen“. Nahe Schrapfendorf liegt auch der heute noch bestehende Weiler „Hattengehau“. Diese hohe Siedlungsdichte im Tal ist im benachbarten Hainichgebiet nicht ungewöhnlich. Als Folge der Gründung erster Städte (Creuzburg und Treffurt) begann wohl schon im 13. Jahrhundert das Absiedeln einiger Orte.
Der ehemalige Friedhof befindet sich an einer Altstraße, die von Creuzburg kommend, in das Märtal eintrat. Bei einer Wegemarkierung „Steinstock“ zweigte diese Straße vom Hauptweg nach Westen ab, um zwischen den heutigen Forstorten „Graburg“ und „Dreiherrenstein“ an einer günstigen Stelle in der Steilhanglage den Abstieg in das Rambacher Tal zu ermöglichen. Von dort gelangte man nach Weißenborn, zum Kollegiatstift St. Bonifatius in Großburschla oder auf kürzestem Wege zur Nachbarstadt Wanfried.
Der Ort ist als Bodendenkmal geschützt.